# 자유당 (1881년 일본)
자유당(自由黨)은 1881년 이타가키 다이스케에 의해 세워진 일본 최초의 정당이다. 자유민권운동을 주도한 정당이었으며, 1884년 일본 정부의 압박에 시달리던 급진파들에 의해 해산되었다.